# Адаті Юмі (синхронне плавання)
Адаті Юмі (7 лютого 1989) — японська синхронна плавчиня.
Учасниця Олімпійських Ігор 2012 року.
Призерка Чемпіонату світу з водних видів спорту 2019 року.